# Fremont (keresztnév)
A Fremont német eredetű férfinév, jelentése: szabad; kormányzó; pártfogó.

## Névnapok
- október 4.
- július 18.

## Külső hivatkozások
- Az MTA Nyelvtudományi Intézete által anyakönyvi bejegyzésre alkalmasnak minősített utónevek jegyzéke